# Bogdan Białek
Bogdan Białek (ur. 11 stycznia 1955 w Białymstoku) – prezes Stowarzyszenia im. Jana Karskiego, fundator Fundacji Bogdana Białka Fratelli Tutti, założyciel i redaktor naczelny miesięcznika „Charaktery” w latach 1997–2020, współprzewodniczący Polskiej Rady Chrześcijan i Żydów w latach 2014–2017, Członek Honorowy Klubu Chrześcijan i Żydów „Przymierze” w Krakowie oraz członek Komitetu Honorowego Międzynarodowego Instytutu Dialogu i Tolerancji im. Jana Karskiego. W 1978 ukończył psychologię na Uniwersytecie Jagiellońskim w Krakowie, następnie zaś Studium Duchowości w jezuickim Collegium Bobolanum w Warszawie oraz podyplomowe studium Uważność i Współczucie na Uniwersytecie SWPS w Warszawie. W 1994 był stypendystą German Marshall Fund na Uniwersytecie Duke. Od 2020 roku emeryt. Członek Towarzystwa Dziennikarskiego oraz Stowarzyszenia Żydowski Instytut Historyczny.

## Działalność opozycyjna
W latach 80. współtworzył kielecką „Solidarność”. Pełnił funkcję redaktora naczelnego związkowego pisma „Notes” oraz współpracował m.in. z pismami: „Robotnik”, „Tygodnik Mazowsze”, „KOS”. W stanie wojennym działał w podziemiu i w Biskupim Komitecie Pomocy Potrzebującym w Kielcach, a także współpracował z angielską organizacją charytatywną Medical Aid for Poland. Działacz Duszpasterstwa Ludzi Pracy w Kielcach. W 1989 roku zaangażowany w organizację NSZZ Milicji Obywatelskiej woj. kieleckiego. W 1989 rzecznik Świętokrzyskiego KO „S”, zaangażowany w organizację wyborów 3 VI 1989, organizator wielu wieców i spotkań przedwyborczych. W 1990 był Przewodniczącym Komitetu Wyborczego Tadeusza Mazowieckiego. Współtworzył Komitet Obywatelski i Unię Demokratyczną w województwie świętokrzyskim. W latach 80 współpracował z Brytyjską Fundacją Medical Aid for Poland.

## Działalność do 1990
W latach 1973–1976 stały współpracownik „Gazety Białostockiej”. W latach 1974–1977 pracował na Akademii Medycznej w Krakowie. W latach 1979–1983 był asystentem w Wyższej Szkole Pedagogicznej w Kielcach. W 1983 roku pełnił funkcję wiceprzewodniczącego sekcji treningu psychologicznego przy Zarządzie Polskiego Towarzystwa Psychologicznego. W 1984 został pracownikiem naukowym na Uniwersytecie Jagiellońskim. W latach 1986–1989 pracował w Instytucie Psychologii Zdrowia w Warszawie. Od września 1989 roku dziennikarz „Gazety Wyborczej”.

## Działalność po 1990
W 1990 stworzył w Kielcach „Gazetę Lokalną” – pierwszy w Polsce dodatek regionalny do „Gazety Wyborczej”. Redaktor naczelny i dyrektor oddziału „GW” w Kielcach do 1995 roku. W latach 1996–2001 prezes Studia Full Scan w Kielcach, w latach 1999–2000 redaktor naczelny regionalnego dziennika „Słowo Ludu”. W 1997 roku założył miesięcznik psychologiczny „Charaktery” i został jego redaktorem naczelnym. Od 2003 właściciel spółki Charaktery sp. z o.o. wydającej „Charaktery”, „Psychologię Dziś” oraz „Style i Charaktery” i „Psychologię w Szkole”. Jest współtwórcą psychologicznego portalu społecznościowego charaktery.eu oraz stron: psychologiadzis.eu, styleicharaktery.eu, a także wydawcą książek w ramach Biblioteki Charakterów, w której ukazało się ponad sto tytułów. Zainicjował dwa cykliczne wydarzenia promujące polską psychologię: Ogólnopolski Turniej Wiedzy Psychologicznej (dla uczniów szkół ponadgimnazjalnych) oraz Konkurs Nagroda Teofrasta dla najlepszych polskich książek psychologicznych.

## Działalność społeczna
W 1994 twórca pierwszego w Polsce muzeum upamiętniającego ofiary totalitaryzmu – Muzeum Pamięci Narodowej lat 1939–1956 w Kielcach. W 1995 założył Obywatelskie Stowarzyszenie „Pamięć–Dialog–Pojednanie” i pełnił w nim funkcję prezesa. W 1995 dzięki jego interwencji odbyły się oficjalne, zorganizowane przez władze miejskie, obchody 50. rocznicy pogromu Żydów w Kielcach. Był także pomysłodawcą i autorem ekspiacyjnej odezwy do Żydów w Polsce i na świecie, podpisanej przez ogólnie znane w Kielcach osoby. Z jego inicjatywy od 2000 roku w rocznicę pogromu odbywają się w Kielcach marsze pamięci i pojednania.
W 2004 dzięki jego inicjatywie kieleckiemu gimnazjum przy ulicy Jasnej nadano imię Jana Karskiego. W uroczystościach wziął udział Marek Edelman, który po raz pierwszy od czasu pogromu zdecydował się na przyjazd do Kielc. Powiedział wówczas do młodzieży znamienne słowa: „Byłem w Kielcach dzień po pogromie. Widziałem martwych ludzi, krew na chodnikach. Od tego czasu nie przyjeżdżałem tutaj. Minęło 50 lat i znów tu jestem. Czas wyplenił zło z tego miasta. Kielce to już inne, lepsze miasto”.
W 2005 założył Stowarzyszenie im. Jana Karskiego, którego jednym z zadań jest aktywne włączenie mieszkańców Kielc w dialog polsko-żydowski. W kwietniu 2005 jedną z pierwszych inicjatyw Stowarzyszenia było ustawienie ławeczki Jana Karskiego na głównej ulicy miasta, nieopodal miejsca, w którym dokonano pogromu. Bogdan Białek jest inicjatorem i fundatorem pomnika Menora, upamiętniającego życie i zagładę Żydów kieleckich, pomnika Brama na cmentarzu żydowskim w Bodzentynie, i, wspólnie z Yacovem Kotlickim, pomnika nagrobnego ofiar pogromu kieleckiego znajdującego się na Pakoszu.
W listopadzie 2014 roku Stowarzyszenie im. Jana Karskiego w budynku Planty 7, miejscu zbrodni z 1946 roku, utworzyło Instytut Kultury Spotkania i Dialogu, w którym czynne są dwie stałe wystawy o pierwszym (11 listopada 1918) i drugim (4 lipca 1946) pogromach kieleckich. Scenariusze obu wystaw napisał Bogdan Białek. Instytut prowadzi szeroką działalność edukacyjną i kulturotwórczą.

## Publikacje
Zadebiutował w 1972 w miesięczniku „Poezja”. Następnie publikował w „Gazecie Białostockiej”, „Gazecie Wyborczej”, „Słowie Ludu”, „Charakterach”, „Tygodniku Powszechnym”, „Więzi”, „Życiu Duchowym”, „Kontekstach” oraz „Buillettin of Transregional Center for Democratic Studies”. Opublikował 11 prac naukowych z zakresu psychologii. O jego działalności Lawrence Loewinger i Michał Jaskulski zrealizowali film „Przy Planty 7/9/ Bogdan's Journey”. W 2009 roku opublikował w austriackim czasopiśmie „Spurensuche” nr 1-4/2009, Wiedeń, artykuł pt. „Andenken an die Opfer vom 4. Juli 1946. Schritte zur Versöhnung in Kielce”. W 2012 roku opublikował książkę o Marku Edelmanie „Kilka rzeczy o Doktorze, które trzeba o Nim wiedzieć”. Także w 2012 publikuje rozdział „Jakiego księdza potrzebują mężczyźni” w książce „Sztuka bycia księdzem” pod red. Józefa Augustyna. W 2013 roku, z okazji 40-lecia pracy dziennikarskiej, opublikował dwie książki: Prowincje i Cienie i ślady. W następnych latach ukazały się zbiory Płaczę z tymi, którzy nie płaczą oraz Kilka ważnych pytań bez odpowiedzi. W 70 rocznicę pogromu kieleckiego pod redakcja Bogdana Białka ukazał się tom wypowiedzi i referatów pod tytułem PAMIĘĆ - DIALOG - POJEDNANIE. Duchowe wymiary przebaczenia.

## Nagrody, odznaczenia, wyróżnienia
- Brązowy Krzyż Zasługi (2001),
- Nagroda Prezydenta Miasta Kielc w 2004 roku,
- Nagroda im. Łukasza Hirszowicza, przyznana w 2008 r. przez Żydowski Instytut Historyczny,
- Nagroda za działalność kulturalną Marszałka Województwa Świętokrzyskiego – 2008,
- Medal pamiątkowy Powstania w Getcie Warszawskim, przyznawany przez Stowarzyszenie Żydów Kombatantów i Poszkodowanych w II Wojnie Światowej (2008),
- Nagroda im. ks. Stanisława Musiała za „Inicjatywy społeczne promujące dialog chrześcijańsko-żydowski i polsko-żydowski”, przyznana w kwietniu 2010. Nagroda ta została ustanowiona i przyznawana jest przez krakowski Klub Chrześcijan i Żydów Przymierze, jej fundatorami są natomiast: Prezydent Miasta Krakowa oraz Rektor Uniwersytetu Jagiellońskiego, który przewodniczy kapitule Nagrody. Sylwetkę laureata i uzasadnienie przyznania nagrody przedstawił prezydent Krakowa, profesor Jacek Majchrowski: „Przyznawana od ubiegłego roku Nagroda im. ks. Musiała honoruje dziś jednego z najwybitniejszych kontynuatorów jego dzieła; jednego z najbardziej wytrwałych i nieugiętych konstruktorów polsko-żydowskiego dialogu, bliskiego patronowi Nagrody, dzięki odwadze nazywania rzeczy po imieniu i dzięki owym niepodlegającym dyskusjom wartościom: dobru i prawdzie”[13],
- Nagroda Fundacji Polcul w 2011 roku, wręczenie Nagrody w Domu Polonii w Warszawie przez Panią Ambasador Australii,
- Świętokrzyska Victoria, kategoria „Osobowość”, Nagroda Marszałka Województwa Świętokrzyskiego w 2012 roku,
- Nagroda im. Ireny Sendlerowej przyznawana przez Fundacje Taube Philanthropies dla Polaków podtrzymujących polsko-żydowskie dziedzictwo i pamięć o Holokauście (2017),
- Nagroda specjalna przyznawana przez dyrektora Muzeum Historii Żydów Polskich „POLIN” (2018),
- Odznaka honorowa „Działacza opozycji antykomunistycznej lub osoby represjonowanej z powodów politycznych” (2019),
- Honorowa Odznaka Światowego Związku Żołnierzy Armii Krajowej (2020).